# Le Mesnil-Garnier
Le Mesnil-Garnier è un comune francese di 232 abitanti situato nel dipartimento della Manica nella regione della Normandia.

## Società

### Evoluzione demografica
Abitanti censiti